# Кубань (село)
Куба́нь — село в Україні, у Білолуцькій селищній громаді Старобільського району Луганської області. Населення становить 120 осіб.